# Jill Kintner
Jill Kintner (n. 24 octombrie 1981, Burien⁠(d), Washington, SUA) este o ciclistă de performanță ce a reprezentat Statele Unite ale Americii, medaliată olimpică. A participat la o ediție a Jocurilor Olimpice (2008) în care a câștigat o medalie de bronz.

## Participări
Lista de mai jos prezintă principalele competiții la care a participat Jill Kintner de-a lungul carierei.
- cycling at the 2008 Summer Olympics – women's BMX[*]